# Am Breitenstein
Am Breitenstein ist ein Wohnplatz und Industriegebiet auf der Gemarkung des Lauda-Königshofener Stadtteils Königshofen im Main-Tauber-Kreis im fränkisch geprägten Nordosten Baden-Württembergs.

## Geographie
Am Breitenstein liegt etwa 500 Meter südwestlich von Königshofen an der B 292 im Umpfertal. Von Lauda kommend ist das Wohn- und Industriegebiet nach etwa zwei Kilometern über die K 2832 zu erreichen.

## Geschichte
Auf dem Messtischblatt Nr. 6424 „Königshofen“ von 1881 war vor Ort eine Sägmühle und ein Steinbruch verzeichnet.
Der Wohnplatz kam als Teil der ehemals selbständigen Stadt Königshofen am 1. Januar 1975 zur Stadt Lauda-Königshofen, als sich die Stadt Lauda mit der Stadt Königshofen und der Gemeinde Unterbalbach im Rahmen der Gebietsreform in Baden-Württemberg vereinigte.

## Wirtschaft und Infrastruktur

### Ansässige Unternehmen
Im Industriegebiet Am Breitenstein sind folgende Unternehmen ansässig:
- Daxner Germany
- MDM Transporte und Baustoffe
- Omnibusunternehmen Nitschke

Daneben gibt es Am Breitenstein eine Sozialunterkunft, die in erster Linie als Unterkunft für zugewiesene Asylbewerber in der Anschlussunterbringung sowie für Obdachlose genutzt wird.

### Verkehr
Am Wohnplatz befindet sich die gleichnamige Straße Am Breitenstein. Die Frankenbahn und der Umpfertalradweg führen direkt am Wohnplatz vorbei.